# Jarque de la Val
Jarque de la Val ist eine spanische Gemeinde in der Provinz Teruel, die zur Autonomen Region Aragonien gehört. Sie ist Teil der Comarca (Kreis) Cuencas Mineras. 2024 hatte die Gemeinde 62 Einwohner. 

## Lage
Jarque de la Val liegt circa 44 Kilometer nordnordöstlich der Provinzhauptstadt Teruel in einer Höhe von ca. 1270 m. 

## Bevölkerungsentwicklung
| Jahr      | 1970 | 1981 | 1991 | 2001 | 2011 | 2021 |
| Einwohner | 184  | 139  | 116  | 93   | 91   | 60   |

## Sehenswürdigkeiten
- Kirche Mariä Himmelfahrt

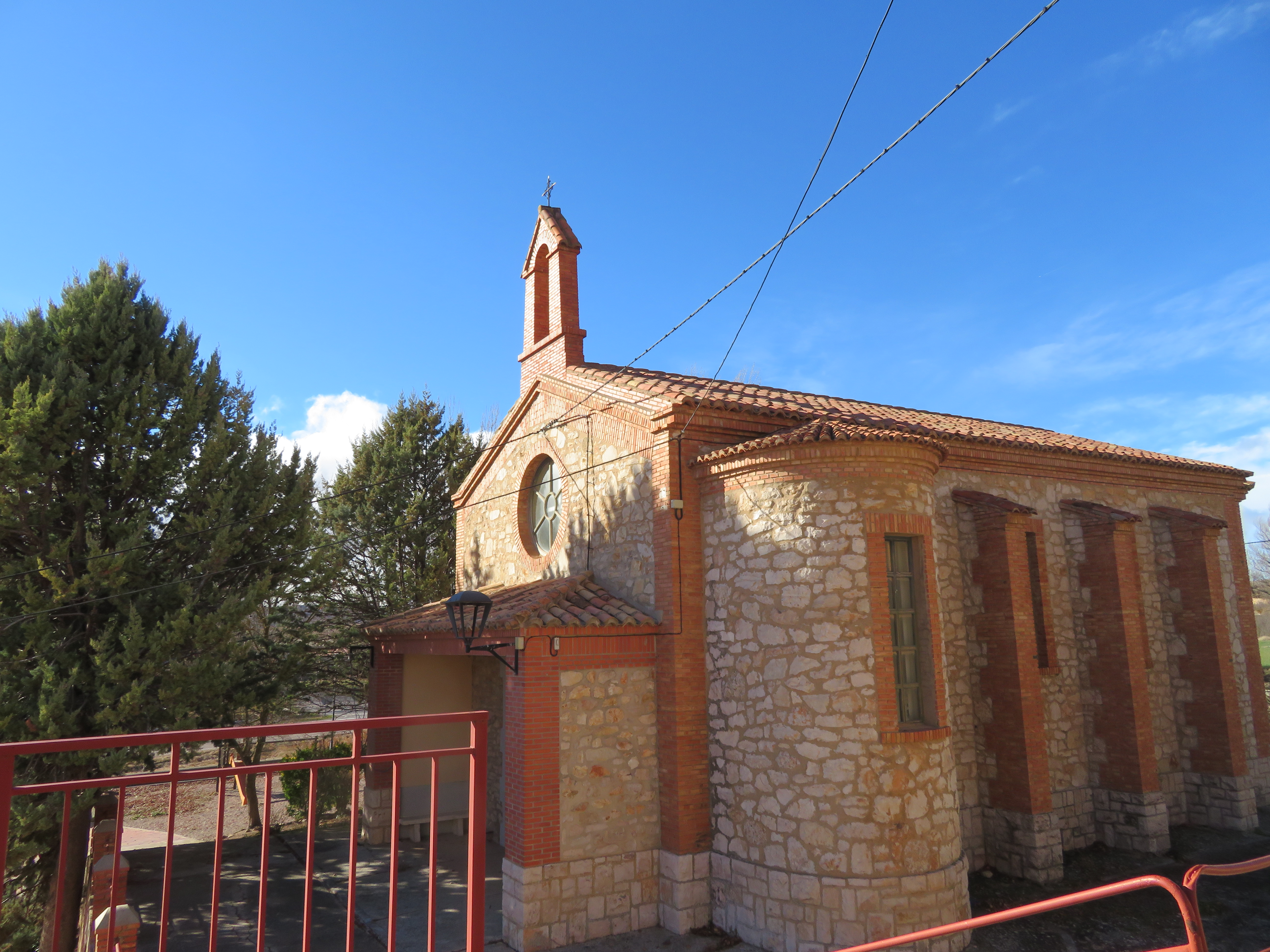
Marienkapelle
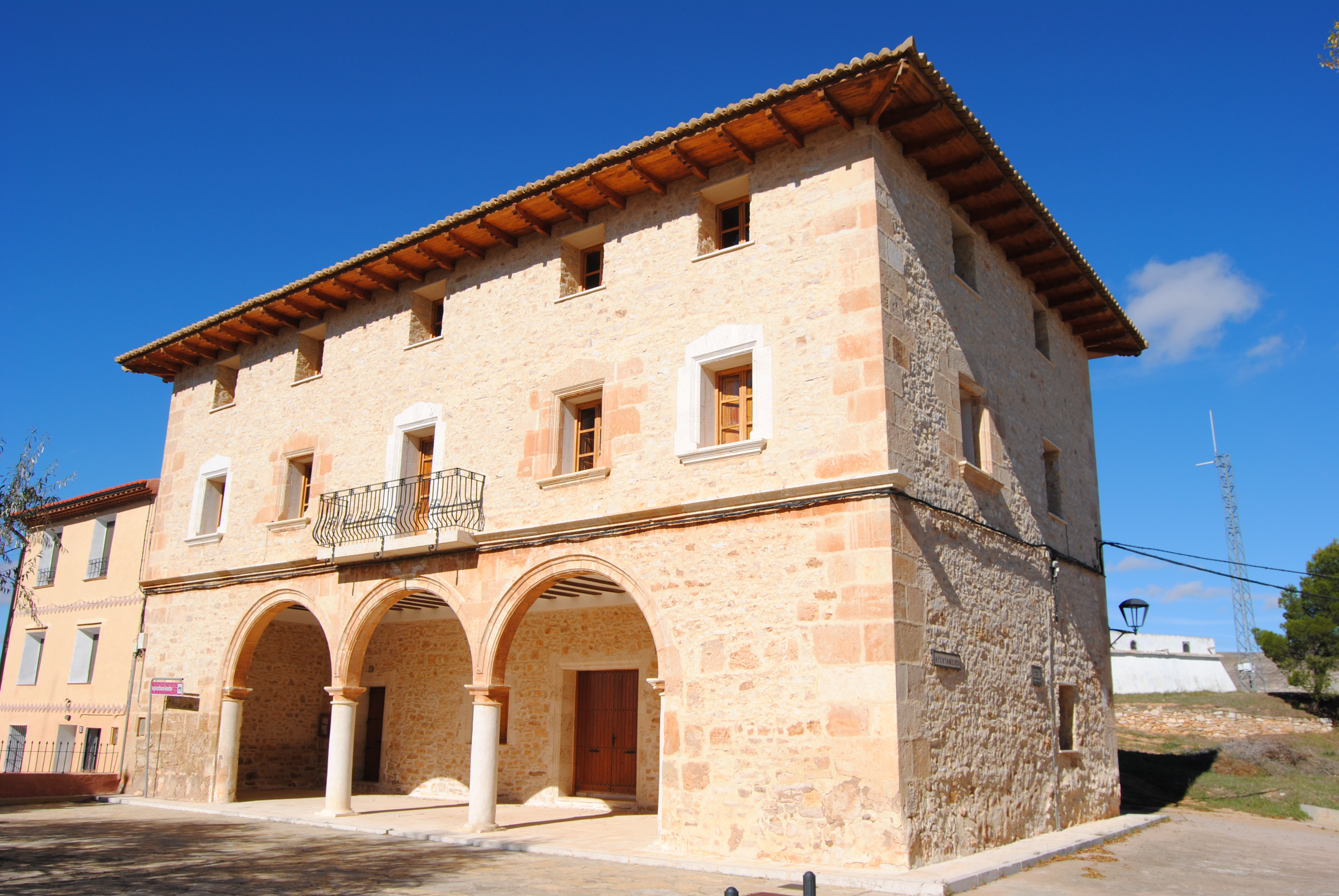
Rathaus

- Marienkapelle
- Rathaus